# Planeta circumbinari

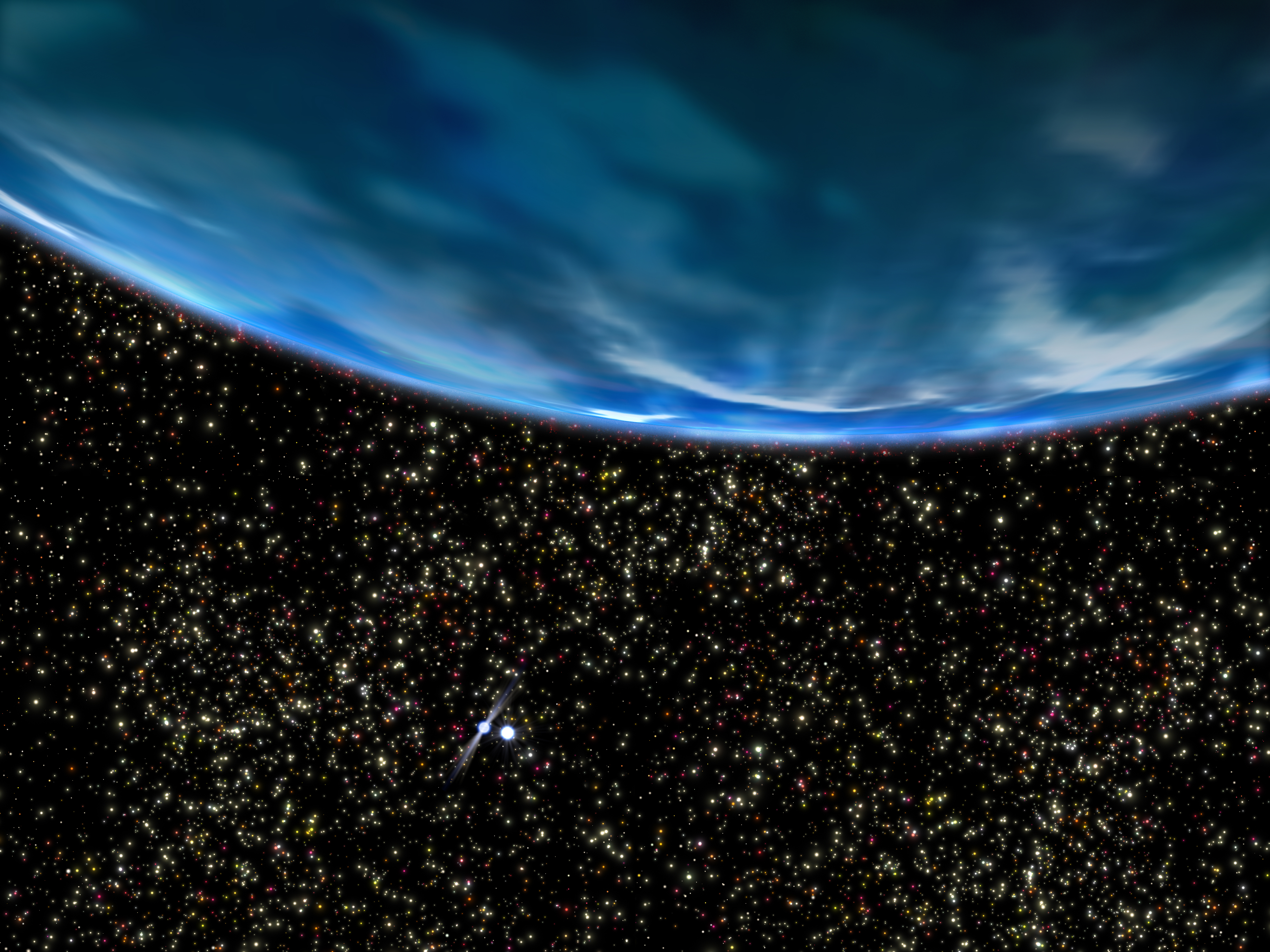
Impressió artística del planeta gegant en òrbita al voltant del sistema binari PSR B1620-26, que conté un púlsar i una nana blanca, i està situat al cúmul globular M4.

Un planeta circumbinari és un planeta que orbita al voltant de dues estrelles en lloc d'una sola. A causa de la proximitat i l'òrbita d'algunes estrelles binàries, l'única manera que es formin planetes és que ho facin per fora de l'òrbita de les dues estrelles.
En l'actualitat només hi ha cinc sistemes confirmats de planetes circumbinaris: PSR B1620-26, HW Virginis, Kepler-16b, DP Leonis i NN Serpentis.

## Observacions i descobriments

### Planetes confirmats

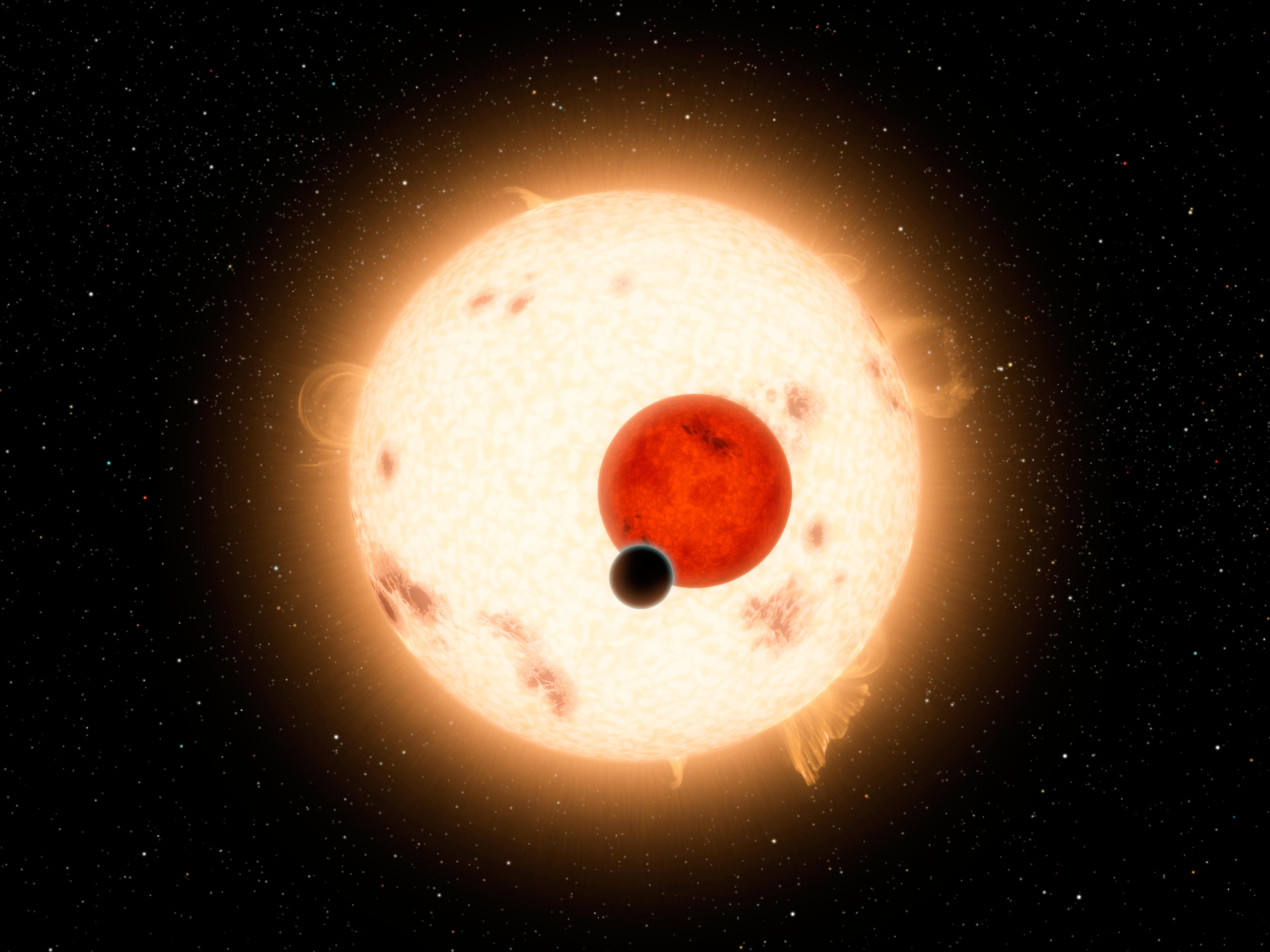
Representació artística del sistema de Kepler-16.

El primer planeta extrasolar circumbinari confirmat es troba en òrbita al voltant del sistema PSR B1620-26, que conté una púlsar de mil·lisegons i una nana blanca i es troba en el cúmul globular M4. L'existència del tercer cos va ser comunicat per primera vegada el 1993, i s'ha suggerit l'existència d'aquest planeta sobre la base de 5 anys de dades observacionals. El 2003, el planeta presenta la característica de tenir 2,5 vegades la massa de Júpiter en una òrbita de baixa excentricitat amb un semieix major de 23 ua
El 2008, es va anunciar que el sistema eclipsante binari HW Virginis, que comprèn una estrella subnana B i una nana vermella, constituïa el centre d'un sistema planetari. Els planetes interior i exterior tenen masses majors de 8,47 i 19,23 vegades la massa de Júpiter, respectivament, i tenen períodes orbitals de 9 i 16 anys. El planeta extern és prou massiu que pot ser considerat com una nana marró d'acord amb algunes definicions del terme, però els descobridors al·leguen que la configuració orbital implica que es va formar a partir d'un disc circumbinari. Tots dos planetes poden haver tingut acreció de massa addicional quan l'estrella principal va perdre material durant la seva fase de gegant vermella.
A principis de 2012, es va anunciar el descobriment per part de la missió espacial Kepler de dos nous planetes circumbinaris, kepler-34b i kepler-35b que orbitarien les seves estrelles en 288 i 131 dies respectivament. Les dimensions d'aquests planetes serien respectivament un 24% i un 26% inferiors a la del planeta Júpiter i la seva massa un 78% i un 88% inferior.

### Altres observacions

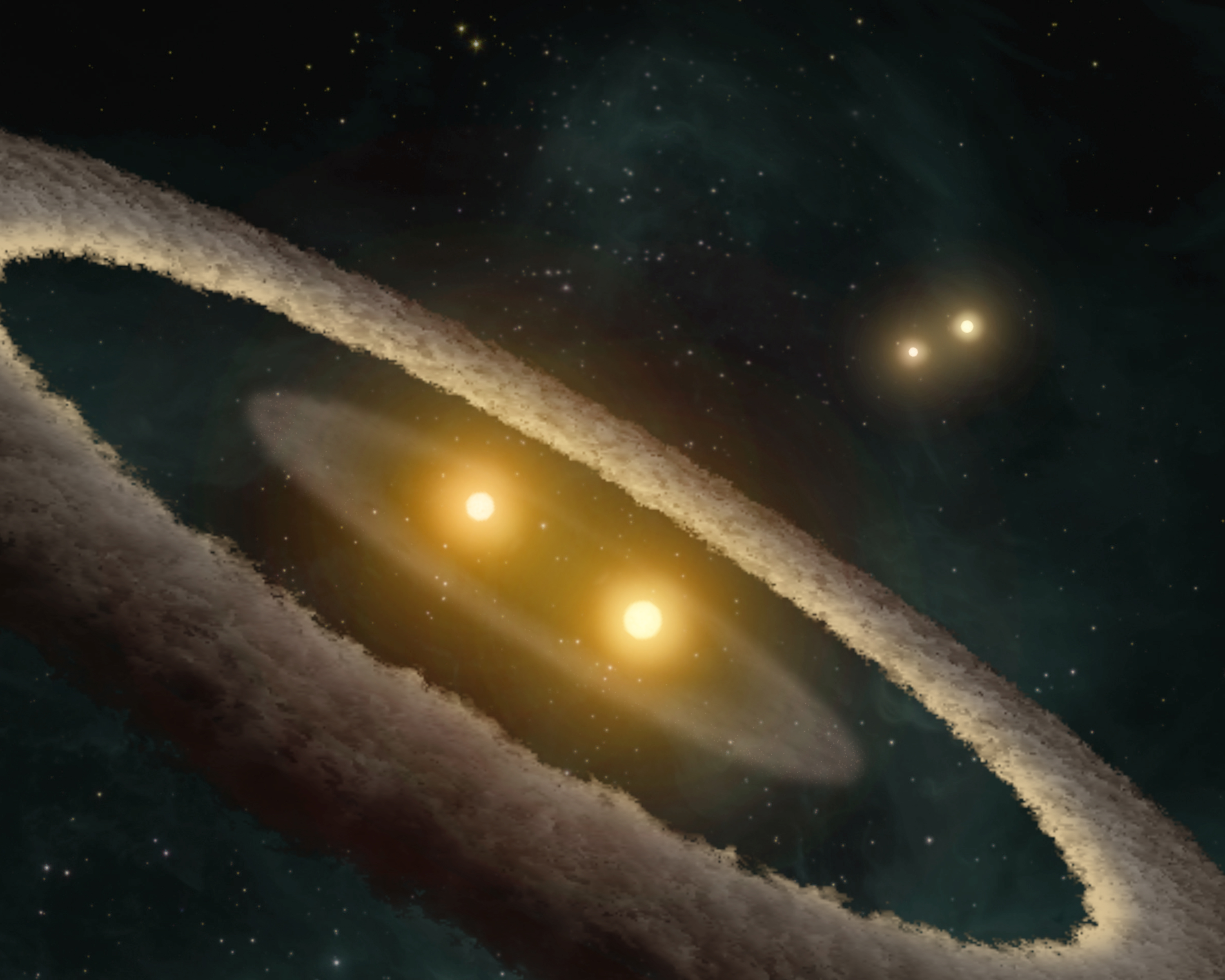
El sistema d'estrelles binàries HD 98.800 B està envoltat per un disc que pot trobar-se en procés de formació de planetes. HD 98.800 B és, en si mateix, membre d'un sistema estel·lar quàdruple.

El 1999 es va anunciar un planeta descobert a través d'un sistema de microlent astronòmica, en òrbita al voltant del parell binari proper MACHO-1997-BLG-41. Es diu que el planeta està en una òrbita àmplia al voltant de les dues nanes vermelles companyes, però els autors es van retractar més tard, ja que després es va veure que la detecció es podria explicar millor pel moviment orbital de les mateixes estrelles del sistema binari.
S'han fet diversos intents per detectar planetes al voltant del sistema binari eclipsant CM Draconis, que al seu torn forma part del sistema triple GJ 630.1. S'han proposat planetes en trànsit al voltant d'aquesta binària eclipsant, però les deteccions que es van fer no eren concloents i, finalment, es va descartar l'existència de tots els candidats a planetes Més recentment, s'han fet esforços per detectar les variacions amb el temps dels eclipsis d'estrelles causades pel moviment reflex associat amb un planeta en òrbita, però en l'actualitat cap descobriment ha estat confirmat. L'òrbita de les estrelles binàries és excèntrica, la qual cosa és normal per a un sistema binari, ja que les forces de marea haurien d'haver circularitzat l'òrbita. Això pot indicar la presència d'un planeta massiu o nana marró en òrbita al voltant de la parella els efectes gravitatoris mantenen l'excentricitat de la binària.
S'han trobat discos circumbinaris que poden indicar processos de formació de planetes al voltant de diverses estrelles, i de fet són comuns al voltant de sistemes binaris amb separacions de menys de 3 ua. Un exemple notable és el sistema HD 98.800, que consta de dos parells d'estrelles binàries separades per al voltant de 34 ua. El subsistema binari HD 98.800 B, que consisteix en dues estrelles de 0,70 i 0,58 masses solars en una òrbita molt excèntrica amb semieix major 0,983 ua, està envoltat per un disc de pols complex que està sent deformat pels efectes gravitacionals de les òrbites estel·lars mútuament inclinades i excèntriques. L'altre subsistema binari, HD 98.800 A, no s'associa amb quantitats significatives de pols.
El 15 de setembre de 2011, uns astrònoms van anunciar el descobriment d'un planeta real que gira al voltant de dos sols. El planeta, anomenat Kepler-16b, està a uns 200 anys llum de la Terra, a la constel·lació del Cigne, i es creu que és un món congelat de roca i gas, de la grandària de Saturn. Orbita al voltant de dues estrelles que estan donant voltes entre si, una d'elles amb una grandària aproximada de dos terços del del nostre sol, i l'altra amb al voltant d'un cinquè de la grandària del nostre sol. Cada òrbita té 229 dies, mentre que Kepler-16b orbita el centre de masses del sistema cada 225 dies. Les estrelles s'eclipsen entre si, aproximadament cada tres setmanes. Els científics van fer el descobriment a través de la missió Kepler de la NASA, que va ser llançada el 2009 i ha estat una força impulsora en la recent explosió en el descobriment de planetes llunyans.

## Llista de planetes circumbinaris

### Planetes confirmats
| Sistema estel·lar | Planeta | Massa mínima (masses de Júpiter) | Semieix major (ua) | Període orbital (anys) | Descobert |
| ----------------- | ------- | -------------------------------- | ------------------ | ---------------------- | --------- |
| PSR B1620-26      | b       | 2,5                              | 23                 | 100                    | 2003      |
| HW Virginis       | c       | 8,47 ± 0,42                      | 3,62 ± 0,52        | 9,08 ± 0,22            | 2008      |
| HW Virginis       | b       | 19,23 ± 0,24                     | 5,30 ± 0,23        | 15,84 ± 0,14           | 2008      |
| DP Leonis         | b       | 6,28 ± 0,58                      | 8,6                | 23,8                   | 2009      |
| NN Serpentis      | c       | 6,91 ± 0,54                      | 5,38 ± 0,2         | 5660 ± 165             | 2010      |
| NN Serpentis      | d       | 2,28 ± 0,38                      | 3,39 ± 0,1         | 2830 ± 130             | 2010      |
| Kepler-16         | b       | 0,333 ± 0,016                    | 0,7048 ± 0,0011    | 0,6266 ± 0,0001        | 2011      |

### No confirmats o dubtosos
| Sistema estel·lar | Objecte planetari   | Massa (masses de Júpiter) | Semieix major (ua) | Període orbital (anys) | Descobert |
| ----------------- | ------------------- | ------------------------- | ------------------ | ---------------------- | --------- |
| MACHO-1997-BLG-41 | MACHO-1997-BLG-41 b | ~3                        | ~7                 | ?                      | 1999      |

## Ficció
- A la sèrie de pel·lícules de La guerra de les galàxies, el planeta Tatooine orbita al voltat d'un sistema binari molt proper.
- En la sèrie Doctor Who, el planeta Gallifrey orbita al voltant d'un sistema binari.
- A la serie Star Fox, els planetes orbiten al voltant de Lylat i Solar (una nana vermella